# 旅人算
旅人算（たびびとざん）とは、算数において速さを題材とする文章題の類型のひとつ。動くものが2つあるとき、2つのものの隔たりの推移に関する問題をいう。2つの物の進行方向により、出会い算と追いつき算に分けられる。通常は、速さを単純にたし引きして解ける。

## 公式
- 向かい合って進む場合（出会い算）
  - 出会うまでの時間 = 2地点の距離 ÷ 速さの和
- 同じ方向に進む場合（追いつき算）
  - 追いつくまでの時間 = はじめの距離 ÷ 速さの差

多くの場合はこれらを用いて解く。

## 例題
次のような問題が典型的である（追いつき算の例）。

### 解法
公式
・距離　距離＝速さ×時間
・時間　時間＝距離÷速さ
・速さ　速さ＝距離÷時間

### 解答
(1) 次郎が出発した時点ですでに太郎は15分間歩いているので、その距離の差は
60 × 15 ＝ 900（m）
である。太郎を追いかけた次郎は、1分間で 150－60＝90（m）だけ、その差を縮めることができる。したがって、出発時についていた900mの差を次郎が縮めるには
900 ÷ 90 ＝ 10（分）
かかる。次郎の出発は8時15分だったので、10分を足して8時25分に太郎に追いついたことになる。
(2) 追い越した後は、1分間に90mずつ差が開いていく。それは、次郎の後を追う太郎が 90÷60＝1.5（分）で歩ける距離である。次郎が学校に着いたのは
9 ÷ 1.5 ＝ 6（分）
後なので、次郎は合計で 10＋6＝16（分）自転車で走ったことになる。つまり、学校までの距離は
150 × 16 ＝ 2400（m）
である。

### 別解
距離 ＝速さ × 時間
- 上の公式から「同じ距離を進む場合、時間の比は速さの逆比になる」という点に注目する。
- 線分図を描くと、より容易に理解できる。

速さの比は、
太郎 : 次郎 ＝ 60 : 150 ＝ 2 : 5
であるから、同じ距離を進むのにかかる時間の比は、
太郎 : 次郎 ＝ 5 : 2
である。
同じ距離（家から追いつくまで、または家から学校まで）を進むのに太郎がかかった時間を★★★★★、次郎がかかった時間を★★とすると、その差は★★★である。
(1) 追いつくまで
| 太郎がかかった時間 … |  |  | 25分 |
| 次郎がかかった時間 … |  |  | 10分 |
| その差 …             |  |  | 15分 |
追いつくまでは、差★★★が15分なので、
★ ＝ 15 ÷ 3 ＝ 5（分）
であり、太郎がかかった時間は
★ × 5 ＝ 5 × 5 ＝ 25（分）
である。したがって、8時25分に追いつかれたことになる。
(2) 全体
| 太郎がかかった時間 … |  |  | 40分 |
| 次郎がかかった時間 … |  |  | 16分 |
| その差 …             |  |  | 24分 |
学校までは、太郎のほうが次郎より24分（最初の15分＋最後の9分）長く歩いていることになる。
差★★★が24分なので、
★ ＝ 24 ÷ 3 ＝ 8（分）
であり、太郎がかかった時間は
★ × 5 ＝ 8 × 5 ＝ 40（分）
である。太郎の速さは毎分60mだから、家から学校までの距離は
60 × 40 ＝ 2400（m）
である。

### 進行グラフによる解法
横軸を時間とし、縦軸を距離とする「進行グラフ」を使って解くこともできる。

### 1次関数による解法
太郎は速さ60m/mなのでy=60x(y軸は距離、x軸は時間。原点を8:00とする)
次郎は速さ150m/mなので、y=150xとしたいが、彼は太郎の15分後に出発しているので、座標(x,y)=(15,0)を通ることから、y=150x-2250となる。追いつく時間は両関数の交点の座標なので、60x=150x-2250を解くと、x=25。故に、8:25に追いつく。次郎のつく時間をtとすると、太郎のつく時間は(t+9)となる。60(t+9)=150t-2250=距離なので、tについて解くと、t=31。60(31+9)=2400。故に2400mとなる。

## 応用
旅人算の応用として、
- 3人旅人算 - 2人ずつの3組の旅人算の組み合わせで解く問題
- 時計算 - 角度から時刻を求める、時刻から角度を求める、針が線対称な時刻を求めるなど
- 通過旅人算
- 流水旅人算

などの形で問題とされることがある。
また、経路が環状、複線(平面)、複線（空間）であったり、速さが規則的に変化したりする問題もある。